# لژ بزرگ قبرس
لژ بزرگ قبرس ، یا به زبان یونانی ، Μεγάλη Στοά της Κύπρου، هیئت حاکمه مستقل فراماسونری در جمهوری قبرس است. نام رسمی آن «پرست‌پذیرترین لژ بزرگ قبرس، ماسون‌های آزاد و پذیرفته‌شده باستانی» است. در حالی که چهار لژ تشکیل دهنده آن به ۱۰۰ سالگی نزدیک می شوند، لژ بزرگ قبرس خود در ۱۵ فوریه ۲۰۰۶ به وجود آمد، بنابراین یکی از جوانترین اقامتگاههای بزرگ در جهان است.
سه حوزه قضایی به رسمیت شناخته شده یا واحد سازماندهی فراماسون ها در قبرس وجود دارد که هر یک بر لژهای مربوطه خود صاحب اختیار هستند. لژ بزرگ قبرس یک لژ بزرگ مستقل است که از لژهای اصلی یونانی گرفته شده است اما اکنون حداقل به چهار زبان از جمله یونانی، انگلیسی، آلمانی و ایتالیایی کار می کند. گروه دیگر، لژ بزرگ ناحیه قبرس ، واحدی از لژ بزرگ متحد انگلستان است که تابع آن حوزه قضایی خارجی است و به زبان انگلیسی برای خدمت به شهروندان بریتانیایی که در پایگاه‌های نظامی یا سایر نقاط جزیره زندگی می‌کنند، فعالیت می‌کند.  قبرس یک کشور مشترک المنافع و مقصد مورد علاقه برای تعطیلات مدیترانه برای شهروندان بریتانیا به شمار میرود. گروه سوم، لژهایی هستند که تحت صلاحیت لژ بزرگ ترکیه در قسمت شمالی جزیره فعالیت می کنند. در حالی که لژ بزرگ ترکیه و لژ بزرگ قبرس مورد شناسایی متقابل نیستند، لژ بزرگ متحد انگلستان با هر دو لژ بزرگ رابطه دوستانه دارد و اجازه ملاقات و عضویت چند نفره را می دهد.

## تاریخچه
فراماسونری در قبرس
فراماسونری در قبرس ممکن است به دوران عثمانی و بیش از ۲۰۰ سال پیش برگردد. سوابق تاریخی فراماسون ها را در ناحیه لارناکا، جایی که در آن زمان همه کنسولگری ها در آن قرار داشتند، این موضوع را نشان می دهد. شهر ساحلی لارناکا در آن زمان، پایتخت و بندر اصلی جزیره نیز بود. این امر با قبرهایی با علائم ماسونی در محوطه کلیسای آیوس لازاروس، همچنین دست‌نویس پتراکیس کاریدس در سال ۱۷۵۱، و بخشنامه‌ای در سال ۱۸۱۵ علیه ماسون‌ها، نوشته اسقف اعظم قبرس، کیپریانوس ، مستند شده است. اعتقاد بر این است که جلسات لژها هر زمان که برادران کافی به عنوان افسر یا مسافر کشتی در بندر برای تقویت ماسون های جزیره بازدید می کردند، برگزار می شد. با این حال، از آنجایی که قبرس در آن زمان تحت اشغال عثمانی ها بود و با وجود اینکه ماسون های قبرسی بودند که در حین تحصیل در خارج از کشور به این حرفه پیوسته بودند، امکان ایجاد لژهای دائمی وجود نداشت.
این دوره با چندین ادعای رقابتی برای مالکیت سرزمین های قصبی مورد مناقشه مشخص شد. کنترل امپراتوری عثمانی زمانی پایان یافت که قبرس توسط امپراتوری بریتانیا اجاره شد و اداره آن در سال ۱۸۷۸ آغاز شد.
در سال ۱۸۸۸، ده سال پس از اشغال قبرس توسط بریتانیا، لژ بزرگ متحد انگلستان اولین لژ خود را در قبرس به نام لژ سنت پل به شماره ۲۲۷۷ تأسیس کرد که مادر تمام لژهای قبرس است. لژ بزرگ یونان در سال ۱۸۹۵ با لژ زنون شماره ۱۸ منتقل شد [الف] از نظر سیاسی، بریتانیا رسماً قبرس را به عنوان مستعمره ولیعهد در سال ۱۹۲۵ ضمیمه کرد. سی و پنج سال بعد، در ۱۶ آگوست ۱۹۶۰، قبرس به استقلال و به رسمیت شناختن توسط سازمان ملل دست یافت، با اجازه دو پایگاه نظامی مستقل که تحت کنترل بریتانیا باقی ماندند. همانطور که این نقطه عطف مثبت به نظر می رسید، استقلال آسان نبوده.
سیاست های استعماری بریتانیا دو قطبی شدن قومی را ترویج کرده بود. بریتانیایی ها اصل «تفرقه بینداز و حکومت کن» را به کار گرفته بودند و این دو گروه را در مقابل یکدیگر قرار داده بودند تا از اقدام مشترک علیه حکومت استعماری جلوگیری کنند. این جناح های بومی که به تازگی مستقل شده اند، برای کنترل رقابت می کنند. دولت تازه تأسیس قبرس تلاش کرد تا خواسته‌های احزاب بومی ناآرام و حتی مبارز قبرس را که اکثر آنها تحت تأثیر مداخلات خارجی دولت ترکیه، انگلیس، ایالات متحده و یا یونان قرار داشتند، کاهش دهد. (در آن زمان، یونان با یک کودتا با طرح های خود در جزیره کنترل می شد.) پس از ۱۴ سال پر فراز و نشیب، دو تهاجم جداگانه توسط دولت ترکیه در سال ۱۹۷۴ حمایت شد، یک غصب زمین که ظاهراً با هدف حفاظت از ۱۸٫۳ درصد از مردم ترکیه انجام شد. جمعیتی که قومی ترک بودند. تهدیدهای ایالات متحده و بریتانیا به تهاجم پایان داد، اما نه قبل از تصرف مقادیر زیادی از قلمرو در شمال جزیره.
طرح‌های صلح مختلفی در طول سال‌ها مورد مطالعه قرار گرفته‌اند و عدم تهاجم با حضور ناظران سازمان ملل در مرز محصور شده بین دو طرف تضمین شده است. در همین حال، علیرغم ماده ۴۹ کنوانسیون چهارم ژنو که یک اشغالگر را از انتقال یا اخراج بخش‌هایی از جمعیت غیرنظامی خود به سرزمین‌های اشغالی منع می‌کند، ترکیه به طور سیستماتیک بیش از ۱۰۰۰۰۰ شهروند خود را در مناطق کم جمعیت شمال اسکان داده است. شهروندان ترکیه ای که در این جزیره زندگی می کنند. وضعیت همچنان آرام است، اما مراقب است و در انتظار حل نهایی درگیری است.
کنترل ماسونی مستقیماً در جمهوری ترک قبرس شمالی (که خود را یک کشور مستقل در سال ۱۹۸۳ اعلام کرد) توسط لژ بزرگ قبرس اعمال نمی شود، با این حال، برخی از ماسون ها که اعضای لژ بزرگ قبرس هستند در TRNC زندگی می کنند. علاوه بر این، لژ بزرگ ترکیه دارای سه اقامتگاه در TRNC است. امروزه، ۳۷ درصد از توده زمین شمالی آن را TRNC تشکیل می دهد که در سطح بین المللی به جز جمهوری ترکیه به رسمیت شناخته نمی شود، ۲ تا ۳ درصد توسط سازمان ملل کنترل می شود یا توسط دو پایگاه نظامی بریتانیا اجاره داده می شود و ۵۹ درصد تحت اختیارات این کشور باقی می ماند. جمهوری قبرس 
پروتکل بین المللی ماسونی به سه یا چند لژ معمولی ماسونی در هر ایالت مستقل اجازه می دهد تا یک لژ بزرگ تشکیل دهند، که بر اساس آن، تمام لژهای ماسونی را در قلمرو خود اداره می کند. بسیاری از مستعمرات سابق انگلستان شاهد تشکیل لژهای بزرگ خود بوده اند، در حالی که طبق معاهده ماسونی هنوز لژهای حوزه های قضایی قبلی مانند انگلستان، ایرلند یا اسکاتلند را می پذیرند. صلاحیت سرزمینی مشترک با توافق دوجانبه مجاز است.
اگرچه جمهوری قبرس در سال ۱۹۶۰ تأسیس شد، اما ماسون های قبرس به دلایل بسیاری، عمدتاً به دلیل وابستگی عاطفی به کنترل موجود لژهای خود توسط لژ بزرگ یونانی، بلافاصله برای تشکیل لژ بزرگ خود حرکت نکردند. پس از چندین تلاش، ماسون های قبرسی، در ۴ دسامبر ۲۰۰۵، سرانجام در مجمع عمومی گرد هم آمدند و با اکثریت قاطع، تصمیم تاریخی برای تأسیس لژ بزرگ قبرس خود را گرفتند.

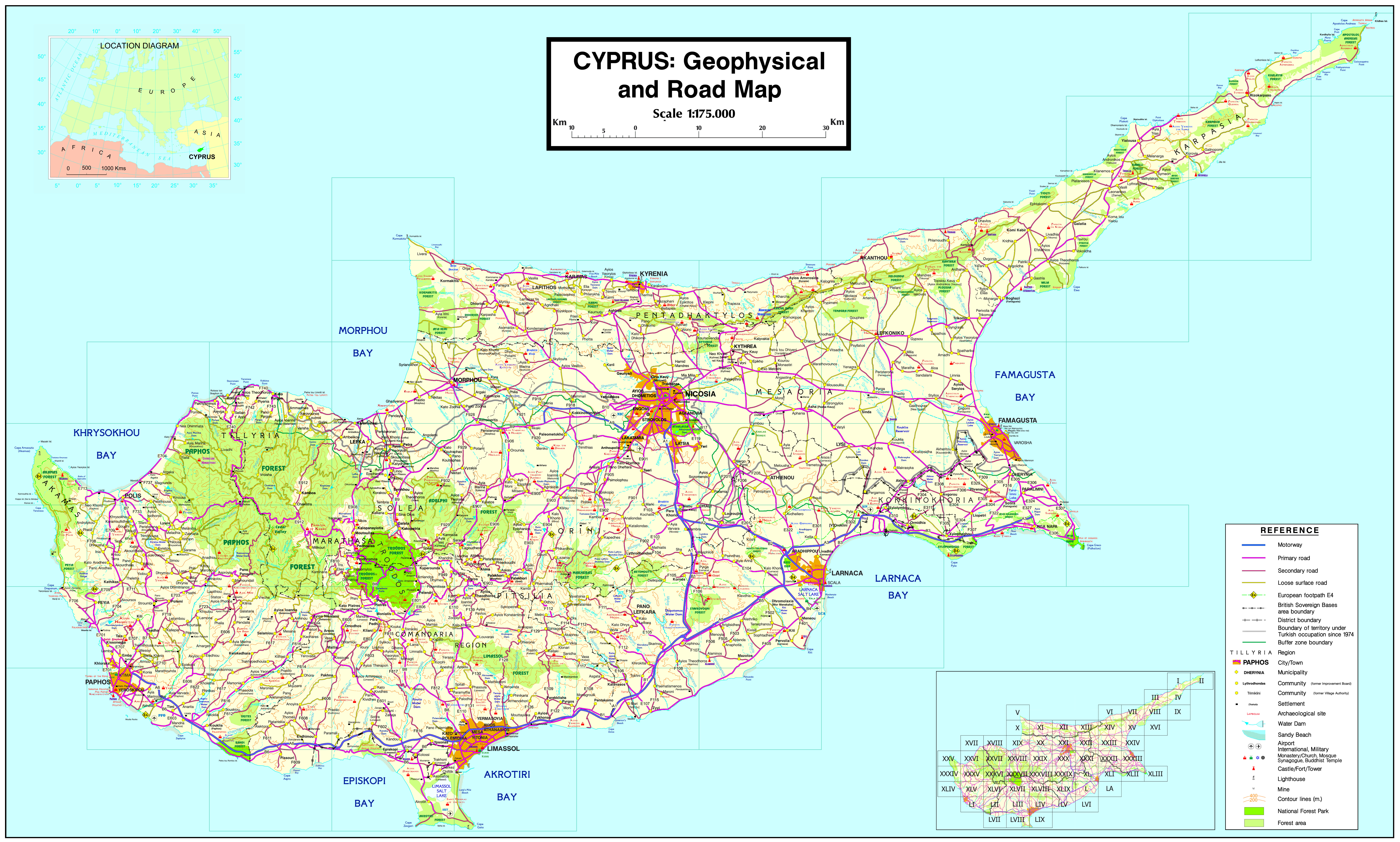
نقشه ای که جاده ها و شهرهای اصلی قبرس را نشان می دهد

## تأسیس لژ بزرگ قبرس
اعضای موسس لژهای زیر بودند که تا آن زمان تحت نظارت و اساسنامه لژ بزرگ یونان بودند:
- ΚΙΜΩΝ یا "KIMON"، در لارناکا ، در سال ۱۹۱۸ تاسیس شد
- ΣΟΛΩΝ یا "SOLON" در نیکوزیا ، در سال ۱۹۲۱ تأسیس شد
- ΚΙΝΥΡΑΣ یا "KINYRAS" در پافوس ، در سال ۱۹۲۳ تأسیس شد
- EYAGORAS یا "EVAGORAS" در فاماگوستا ، در سال ۱۹۲۸ تاسیس شد و در سال ۱۹۷۴ به لیماسول منتقل شد.
- ΑΔΟΝΙΣ یا «ADONIS» در نیکوزیا، در سال ۱۹۶۱ تأسیس شد
- KOINON ΚΥΠΡΙΩΝ یا "KINON KYPRION"، نیکوزیا، تاسیس در سال ۱۹۷۷

در این زمان، دو لژ دیگر لژ بزرگ یونان که در قبرس فعالیت می‌کردند، زΗΝΩΝ ("ZENON") لیماسول و PHOENIX نیکوزیا، تصمیم گرفتند به لژ بزرگ ناحیه قبرس بپیوندند که در دهه ۱۹۸۰ به عنوان واحدی از لژ بزرگ متحد انگلستان ، به جای لژ بزرگ قبرس که به تازگی شکل گرفته است.در ۱۵ ژانویه ۲۰۰۶،  لژ بزرگ قبرس اولین جلسه سازماندهی و انتخابات خود را برگزار کرد که طی آن اعضای زیر برای تبدیل شدن به اولین شورای بزرگ انتخاب شدند:
- استاد بزرگ - M∴ W∴ Bro. یاکووس ورکاس
- معاون استاد بزرگ - R∴ W∴ Bro. آندریاس آسیوتس
- بزرگ نگهبان ارشد - برادر R∴ W∴. پانایوتیس ام. جوآنو
- Grand Junior Warden - R∴ W∴ Bro. ساواس پیلاکوتاس
- همچنین به عنوان Grand Junior Warden - R∴ W∴ Bro. هاروتون اراکلیان
- خزانه دار بزرگ - R∴ W∴ Bro. کیریاکوس نئوکلئوس
- Grand Almoner - R∴ W∴ Bro. آنتونیس نئوفیتو
- کارگردان بزرگ تشریفات - برادر R∴ W∴. آتاناسیوس پاپادوپولوس
- بزرگ دیکن - R∴ W∴ Bro. پانایوتیس واولیتیس
- گارد داخلی بزرگ - برادر R∴ W∴. کریستودولوس کیپرونداس

توجه داشته باشید که از سال ۲۰۰۶ چندین انتخابات منظم برگزار شده است که هر کدام چندین افسر جدید را آغاز کرده اند.

## تقدیس
لژ بزرگ قبرس به طور  توسط لژ بزرگ یونان ، لژ بزرگ اتریش و لژ بزرگ پنسیلوانیا در ۸ اکتبر ۲۰۰۶ تأسیس و تأسیس شد. در این مراسم اعضای حوزه های قضایی زیر نیز حضور داشتند:

## رویدادهای مهم از زمان تأسیس
رشد مداوم
لژ بزرگ قبرس از زمان تأسیس خود رشد ثابتی را تجربه کرده است، روندی که با گسترش به رسمیت شناختن سایر نهادهای بین المللی فراماسونرها و با عادی سازی روابط با لژ بزرگ متحد انگلستان و با لژ بزرگ ناحیه قبرس افزایش یافته است. . لژ بزرگ قبرس اکنون از ۱۴ لژ تشکیل شده است. علاوه بر زبان یونانی، لژهای خاص جلسات خود را به زبان های انگلیسی، آلمانی، ایتالیایی یا سایر زبان ها برگزار می کنند.
- ΚΙΜΩΝ یا "KIMON" #1، لارناکا، لژ موسس لژ بزرگ قبرس
- ΣΟΛΩΝ یا "SOLON" #2، نیکوزیا، لژ موسس لژ بزرگ قبرس
- ΚΙΝΥΡΑΣ یا "KINYRAS" شماره ۳، پافوس، لژ موسس لژ بزرگ قبرس
- EYAGORAS یا "EVAGORAS" #4، لیماسول، لژ موسس لژ بزرگ قبرس
- ΑΔΟΝΙΣ یا "ADONIS" شماره ۵، نیکوزیا، لژ موسس لژ بزرگ قبرس
- KOINON ΚΥΠΡΙΩΝ یا "KINON KYPRION" #6، نیکوزیا، لژ موسس لژ بزرگ قبرس
- "گوته" شماره ۷، در لارناکا، آلمانی زبان
- "GIUSEPPE GARIBALDI" شماره ۸، نیکوزیا، ایتالیایی زبان
- "ACROPOLIS AMATHUSIA" شماره ۹، لیماسول
- "HIRAM ABIF" شماره ۱۰، نیکوزیا
- "سالینا" شماره ۱۱، لارناکا، انگلیسی زبان
- "رعایت دقیق "قدیمی ۷۳" "#۱۲، لیماسول، انگلیسی زبان
- "سنت اندروز" شماره ۱۳، لیماسول، انگلیسی زبان
- "PERSEAS" #14، نیکوزیا، انگلیسی زبان
- "یونیتی" شماره ۱۵، لیماسول

جشن ها و کنفرانس های بین المللی
پنجمین سالگرد تأسیس لژ بزرگ قبرس با یک جلسه و ضیافت برای اعضا و مهمانان در نیکوزیا در ۵ تا ۶ نوامبر ۲۰۱۱ جشن گرفته شد.
یک سمپوزیوم علمی در مورد فراماسونری، دهمین نشست فراماسونری اروپا ، در شهر پافوس در ۲۶ تا ۲۸ اکتبر ۲۰۱۲ برگزار شد و ۲۱۲ فراماسون از ۱۴ کشور جهان گرد هم آمدند.

## تالارها یا معابد لژ
لژ بزرگ قبرس دارای چهار تالار یا معبد در مکان های زیر است:
تالار لژ لارناکا
خانه لژهای کیمون، گوته و سالینا
زکریادو ۱۰
لارناکا
تالار لج نیکوزیا (معبد اصلی)

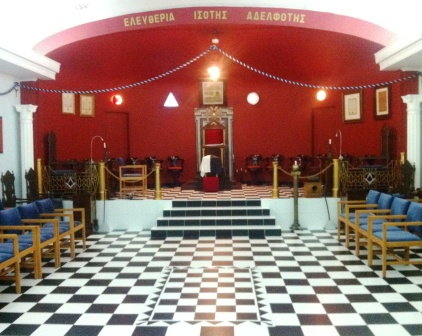
فضای داخلی سالن لژ لارناکا

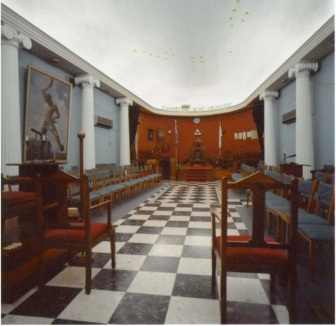
فضای داخلی سالن لژ نیکوزیا

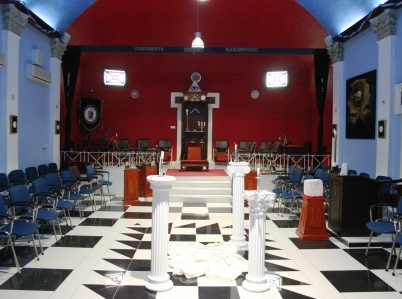
فضای داخلی سالن لژ پافوس

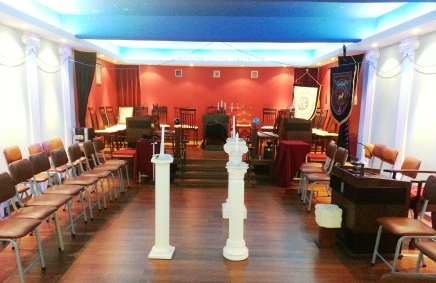
فضای داخلی سالن لژ لیماسول

خانه SOLON، ADONIS، KINON KYPRION، GIUSEPPE GARIBALDI، HIRAM ABIF و Lodges PERSEUS
سالن فراماسون - معبد اصلی
Onasagorou Street 59A, 1011 Nicosia
پافوس لج هال
خانه KINYRAS Lodge ارمو 5 پافوس
خانه EVAGORAS، ACROPOLIS AMATHUSIA، STRICT OBEDIENCE '73'، ST. ANDREWS و UNITY Lodges
واسیلئوس کنستانتینو 62
لیماسول

## کنترل ماسونی مشترک
لژ بزرگ قبرس به دلیل حضور تاریخی و مستمر لژ بزرگ قبرس ، که به فراماسون‌ها از پایگاه‌های نظامی دوقلوی بریتانیا در قبرس خدمت می‌کند، کنترل یا صلاحیت قضایی بر فعالیت‌های ماسونی در جنوب جزیره دارد. و سایر شهروندان بریتانیایی و انگلیسی زبانان ساکن آنجا. در شمال قبرس تنها سه لژ با منشورهای اعطا شده توسط لژ بزرگ ترکیه فعالیت می کنند. یک معاهده دوستی کامل با UGLE منعقد شد که شرایط شناسایی متقابل، ملاقات آزاد و حسن نیت را که توسط UGLE در 6 ژوئن 2010 تصویب شد، تعریف می کرد.

## به رسمیت شناختن فراماسونری در سراسر جهان
لژ بزرگ قبرس که اکنون به طور گسترده در بین فراماسونری بین المللی به رسمیت شناخته شده است، تا پایان سال 2012، دارای معاهدات به رسمیت شناختن متقابل با بیش از 140 حوزه قضایی بزرگ ماسونی جهان است  چنین قراردادهایی در قالب نامه‌ها یا اختراعاتی وجود دارد که اعلام می‌کند از تاریخ معینی، فراماسون‌ها از یک حوزه قضایی می‌توانند از جلسات لژ یا سایر وظایف ماسونی در دیگری بازدید و شرکت کنند. این قراردادها متقابل هستند و اصل مهم ماسونی دیدارهای داخلی را تقویت می کنند. در فراماسونری، چنین تصمیماتی در مورد دوستی به عنوان تصمیمات مستقل اتخاذ می شود. بدون چنین معاهداتی، قانون و عرف ماسونی تعامل در سطح ماسونی را ممنوع می کند، که به عنوان ارتباط ماسونی نیز شناخته می شود.
به منظور این بخش و برای اختصار، نام رسمی حوزه های قضایی گاهی کوتاه می شود. بنابراین، "لژ بزرگ قبرس" به عنوان "قبرس" ترجمه می شود، و نام های دیگر حوزه قضایی ممکن است به همین ترتیب کوتاه شوند.
دستیابی به چنین شناخت گسترده ای برای لژ بزرگ قبرس به راحتی حاصل نشد.
مدت کوتاهی پس از تقدیس آن، لژ بزرگ قبرس جدید نامه‌هایی نوشت و خواستار به رسمیت شناختن سایر لژهای بزرگ جهان شد. در حالی که حوزه قضایی به طور قانونی توسط حوزه‌های قضایی قدیمی‌تر و به‌طور گسترده به رسمیت شناخته‌شده یونان، اتریش و پنسیلوانیا تشکیل شده بود و با استانداردهای پذیرفته‌شده الزامات شناسایی مطابقت داشت، لژ بزرگ ناحیه قبرس ("District GL") تمایلی به پذیرش نداشت. یک حوزه قضایی رقیب در جزیره  این ادعای یک شجره نامه طولانی مشابه در جزیره داشت که قدمت آن به سال ۱۸۸۸ می رسد. اعضای آن عمدتاً متشکل از نظامیان بریتانیایی یا بریتانیایی های سابق بودند که در دوران بازنشستگی به قبرس نقل مکان کرده بودند، بسیاری از آنها عضویت لژ خود را از انگلستان به منطقه GL خود در قبرس منتقل کردند. لژها و ساختار ناحیه آنها به عنوان واحدی از لژ بزرگ متحد انگلستان (UGLE) پایدار بود و رهبری ناحیه GL تمایلی به صلاحیت مشترک نداشت، زیرا از تهدیدی برای وضعیت موجود و کاهش احتمالی علاقه به ناحیه می ترسید. لژهای خود جی ال. اگرچه بسیاری از فراماسون ها از هر دو طرف با اعضای گروه دیگر دوستی داشتند، رهبری ناحیه GL به لندن توصیه کرد که هرگونه معاهده دوستی نادرست است. والدین منطقه GL، لژ بزرگ متحد انگلستان، از خواسته‌های رهبری ناحیه محلی در این مورد نادیده گرفته شد. این امر تلاش های قبرس برای به رسمیت شناختن در سراسر جهان را به بن بست کشاند، زیرا، به عنوان یکی از سه لژ برتر یا اولین لژ بزرگ جهان (با ایرلند و اسکاتلند)، پذیرش یا انکار به رسمیت شناختن UGLE به عنوان یک زنگ خطر تلقی می شود. در میان حوزه های قضایی ماسونی  از این رو، حتی با تأیید تأسیس سه «والدین» لژ بزرگ، بسیاری از حوزه‌های قضایی تصمیم گرفتند از هرگونه اقدامی در مورد درخواست قبرس خودداری کنند.
سازمانی سست از لژهای بزرگ آمریکای شمالی، "کنفرانس استادان بزرگ در آمریکای شمالی" (سایت "COGMNA") از کمیته فرعی به نام کمیسیون تشخیص ("کمیسیون") حمایت می کند. این کمیسیون به‌عنوان یک گروه مطالعاتی از طرف ۶۴ سازمان عضو COGMNA در مورد مسائل شناسایی کار می‌کند و توصیه‌های آن به‌طور مشابه به عنوان زنگ خطری برای کمک به لژهای بزرگ آمریکای شمالی برای تعیین مسیرهای مستقل اقدام خود در مورد درخواست‌های شناسایی کار می‌کند. کمیسیون برای تعیین پایبندی به چندین نقطه مشروعیت، از جمله انحصار قلمرو مورد ادعای هر حوزه قضایی، مراقبت ویژه ای می کند. در مورد قبرس، کمیسیون از رهبری UGLE پیروی کرد و در سال ۲۰۰۷ به حوزه های قضایی عضو خود توصیه کرد که "باید توافقی در داخل لژ بزرگ قبرس حاصل شود که حقوق آن لژها را که توسط لژ بزرگ متحد به رسمیت شناخته شده است به رسمیت بشناسد. انگلستان برای همزیستی در قلمرو قضایی قبرس."  این امر عملاً به لژ بزرگ جدید قبرس می‌گفت که قبل از اینکه کمیسیون آنها را به دوستی بپذیرد، با لژ بزرگ منطقه رقیب موافقت کند، با تعویق‌های مودبانه مشابهی که از سوی UGLE می‌آمد.
با وجود چیزی که منطقه GL را به دنبال دوستی سوق نمی داد، برای بیش از سه سال این وضعیت موجود باقی ماند. نامه‌های قبرس که درخواست دوستی می‌کردند، با انتشار شایعاتی در مورد اختلافات ارضی، مودبانه رد شد. District GL تنها نهاد ماسونی قبرسی بود که توسط انگلستان به رسمیت شناخته شد، و در حالی که تعداد کمی از لژهای بزرگ اروپایی به پذیرش قبرس نقل مکان کردند، لژهای بزرگ آمریکای شمالی به ویژه مایل نبودند که به دلیل احترام به UGLE در این مورد اقدام کنند. تنها دو حوزه قضایی ایالات متحده قبرس را پذیرفته بودند: پنسیلوانیا و واشنگتن. هیچ حرکتی از سوی دیگران و یا لژهای بزرگ مشترک المنافع صورت نگرفت.
استاد اعظم قبرس، ایاکووس (یا یاکوب) ورکاس، که در هر مرحله تحت تأثیر قرار می‌گرفت، از اینکه چگونه می‌توانست وضعیت را به جلو ببرد، متأسف بود.

## یک جلسه شانسی
استاد اعظم ایاکووس ورکاس در تعقیب رویای خود برای ایجاد دوستی بین لژ بزرگ قبرس و سایر حوزه های قضایی جهان ماسونی، به جشن ۲۷۵ سالگرد لژ بزرگ ماساچوست که در ۳ تا ۶ اکتبر ۲۰۰۸ در بوستون، ماساچوست برگزار شد، سفر کرد. در آنجا، قصد او این بود که با بسیاری از نمایندگان بازدید کننده از سایر حوزه های قضایی در سراسر جهان ملاقات کند و پرونده خود را برای به رسمیت شناختن قبرس تحت فشار قرار دهد. او ناامید بود: اگرچه نمایندگان لبخند می زدند و گوش می دادند، اما او نمی توانست هیچ پاسخ محکم و مثبتی به درخواست های جدی خود برای رسیدگی به بسیاری از درخواست های شناسایی که لژ بزرگ او صادر کرده بود، دریافت کند. در یک استراحت بعد از شام، ورکاس بیرون از هتل خود برای استراحت نشست. یکی دیگر از نمایندگان، توماس سی جکسون، که در آن زمان به تازگی به عنوان استاد بزرگ لژ بزرگ مینه سوتا انتخاب شد، اتفاقاً در همان نیمکت به او پیوست. (توجه: این رهبر برادر همان "تام جکسون" با یک میسون پنسیلوانیا متوفی نیست که در کنفرانس جهانی استادان بزرگ به عنوان دبیر آن خدمت می کرد. نام میسون پنسیلوانیا توماس دبلیو جکسون و نام مینه سوتان توماس سی است. جکسون. ) [c]
این ملاقات تصادفی، که با اقدام دنیوی ورکاس شروع شد که به جکسون یک سیگار پیشنهاد داد و او شروع به توضیح مشکلاتش کرد، منجر به موفقیت نهایی شد که ورکاس مدت‌ها برای رسیدن به آن تلاش کرده بود. به قول جکسون، از سخنرانی او بعداً در لژ بزرگ قبرس:
"من چندین سال پیش یاکوب ورکاس را در واشنگتن دی سی، در جلسه ای از استادان بزرگ از سراسر جهان ملاقات کردم. سال ۲۰۰۸ بود. یک شام رسمی در حال پایان بود، و طبق تمرین من، در آن عصر خنک بیرون رفتم تا نفسی تازه کنم، جایی که با مردی ریزه مو سفید روبرو شدم که کمی از سرما خمیده بود. او به من یک سیگار پیشنهاد داد که من با خوشحالی پذیرفتم و ما به گفتن داستان هایمان ادامه دادیم.
"من فهمیدم که در این سرزمین باستانی، اگرچه ماسونری بیش از یک قرن در اینجا وجود داشته است، اما اخیراً حوزه های قضایی حامی برای تشکیل یک لژ بزرگ جدید نقل مکان کرده اند. [من نیز فهمیدم]، که به دلایل مختلف، اگرچه توسط یونان، اتریش و پنسیلوانیا به خوبی شکل گرفته است، تعداد بسیار کمی از حوزه های قضایی جهان هنوز این نهاد جدید را پذیرفته اند. یاکوب، اولین استاد بزرگ شما، به شدت ناراحت بود. ظاهراً فقط دو حوزه قضایی ایالات متحده دست محبت برادرانه را دراز کرده بودند و روند به رسمیت شناختن سایرین در بن بست بود. ما در نهایت به خوبی از کنار آن سیگار واحد و هر یک از سیگار دوم صحبت کردیم. عصر روز بعد هم همدیگر را دیدیم و من از همراهی او خوشحال شدم و از داستان او متاثر شدم.
«آنها می گویند که ملایم ترین صدا گاهی می تواند بیشترین معنا را داشته باشد. یاکوب، یادش را گرامی باد، با چشمانی اشکبار از من خواست که به او کمک کنم، درخواستی را که بدون شک به دفتر لژ بزرگ خودم فرستاده بود، در نظر بگیرم، و آنچه می توانم در مورد قبرس، لژ بزرگ او و برادرانش بیاموزم. تمام زندگی بزرگسالی خود را خدمت کرده بود.
"در آن روز به پیرمردی که به عنوان استاد بزرگ حاکمیتم و مرد حرفم بود، قول دادم که این کار را انجام دهم." 
جکسون ادعاهای ورکاس در مورد مشروعیت قبرس و سرپیچی UGLE برای حرکت در این مورد را بررسی کرد. جکسون با صدراعظم UGLE, RW Bro. آلن انگلفیلد، به عنوان صدراعظم وقت و افسر مسئول امور روابط خارجی، که لژ بزرگ قبرس به نظر UGLE کاملاً منظم به نظر می رسد و تصمیم آنها برای به تعویق انداختن به رسمیت شناختن قبرس هیچ تأثیری بر اقدامات مستقل قبرس نخواهد داشت. سایر حوزه های قضایی UGLE این را به عنوان یک اختلاف ارضی می دانست که او آرزو داشت طرفین آن را حل کنند، اما ربطی به نظم فراماسونری نداشت. انگلفیلد این توصیه را در حضور چند تن از اعضای کمیسیون ارائه کرد. با این درک، جکسون سپس از دیگر رهبران ماسونی در میان آشنایان خود دعوت کرد تا خودشان این موضوع را بررسی کنند. نظر او که در حین تایید قبرس به اشتراک گذاشته شد، این بود که فراماسون ها باید برای اصلاح اشتباهاتی که درک می کنند تلاش کنند. که لژ بزرگ قبرس شایسته به رسمیت شناخته شدن بود و با آن رفتار ناعادلانه و با توسل اندک صورت گرفت، که بازتابی از آشفتگی سیاسی است که این جزیره را از یک اشغالگر به اشغالگر دیگر تبدیل کرده بود. لژ بزرگ قبرس همه چیز را درست انجام داده بود و اکنون به کمک سایر لژهای بزرگ جهان نیاز داشت.
این کنشگری شخصی‌شده، بسیاری از حوزه‌های قضایی آمریکای شمالی را به انجام اقدامات مثبت برای به رسمیت شناختن قبرس سوق داد. در همان زمان، رهبران قبرس مانند MWB Vorkas، معاون او پانایوتیس جوآنو، و منشی بزرگ، کنستانتینوس آگروتیس، به کار مجدانه خود برای ایجاد روابط ماسونی در سراسر جهان ادامه دادند. جکسون در مبارزه آنها متحد شد.

## دستیابی به موفقیت در نهایت
دو سال بعد، در نشست سالانه COGMNA و کمیسیون تشخیص در سال ۲۰۱۰، با ۲۰ حوزه قضایی ایالات متحده که اکنون قبرس را به رسمیت می شناسند، جکسون به استاد اعظم جدید قبرسی پانایوتیس جوآنو کمک کرد تا لژ بزرگ انگلیسی را برای تصمیم گیری جدید در مورد قبرس تحت فشار قرار دهد. صدراعظم UGLE، به اعتبار همیشگی خود، موافقت کرد که این موضوع را بررسی کند، شاید به خاطر نامه دقیق جوآنو که متعهد شده بود که لژهای قانون اساسی انگلیس به عنوان بخشی از ساختار فراماسونری قبرس باقی بمانند، اگر UGLE بزرگ را به رسمیت بشناسد، متاثر شد. لژ قبرس. این نامه باعث شد که ایراد کلیدی که لژ بزرگ ناحیه در مورد به رسمیت شناختن لژ بزرگ خانگی داشت، باطل شود. جوآنو و جکسون هر دو در برابر کمیسیون COGMNA به نمایندگی از قبرس صحبت کردند و با هم، پیش نویس درخواستی را تهیه کردند که کمیسیون شفافیت بسیار مورد نیاز را برای لژهای بزرگ آمریکای شمالی در مورد این وضعیت دشوار تا کنون ارائه کند.
اندکی پس از جلسه COGNMA، صدراعظم UGLE به قول خود عمل کرد و با جوآنو، بر سر یک سری نامه توافقنامه قطعی در مورد دوستی بین دو حوزه قضایی را تنظیم کرد. این نامه در ارتباطات فصلی UGLE در ۶ ژوئن ۲۰۱۰ تصویب شد  در پاسخ به این نامه، کمیسیون COGMNA گزارش سال ۲۰۱۰ خود را به‌روزرسانی کرد و به درخواست جکسون، پیگیری‌های واضح‌تری را در سال ۲۰۱۱ منتشر کرد و خاطرنشان کرد که UGLE و لژ بزرگ قبرس معاهده‌ای را برای دوستی منعقد کرده‌اند و این موضوع را هموار می‌کند. راهی برای بسیاری از حوزه های قضایی آمریکای شمالی برای اقدام مثبت در قبال لژ بزرگ قبرس. به نقل از سایت کمیسیون: لژ بزرگ متحد انگلستان و لژ بزرگ قبرس به توافقی دست یافتند که به موجب آن هر دو در حوزه قضایی قبرس سهیم باشند و روابط برادرانه بین خود برقرار کنند. بنابراین لژ بزرگ قبرس اکنون تمام استانداردهای شناسایی را دارد.  با این اقدام و اعطای به رسمیت شناختن سایر حوزه های قضایی با نفوذ مانند ایرلند ، اسکاتلند و هلند ، تا پایان سال ۲۰۱۳، بیش از ۱۴۰ حوزه قضایی عادی، از جمله لژهای بزرگ ملی، ایالتی یا استانی زیر، اکنون لژ بزرگ را به رسمیت می شناسند. قبرس:

## به رسمیت شناختن قبرس از اروپا و خاورمیانه
آلبانی؛ آندورا ارمنستان؛ اتریش؛ آذربایجان (ملی)؛ بلژیک (به طور منظم)؛ بلغارستان (یونایتد)؛ کرواسی؛ جمهوری چک؛ دانمارک؛ انگلستان؛ استونی؛ فنلاند؛ فرانسه (ملی)؛ آلمان؛ یونان؛ مجارستان (نمادین)؛ ایران (در تبعید، نشست در ماساچوست و کالیفرنیا)؛ ایرلند؛ اسرائيل؛ ایتالیا (شرق بزرگ)؛ لتونی؛ لیتوانی؛ لوکزامبورگ؛ مالت؛ مولداوی؛ موناکو؛ مونته نگرو؛ هلند؛ نروژ؛ لهستان؛ پرتغال (حقوقی)؛ رومانی (ملی)؛ روسیه؛ سن مارینو؛ اسکاتلند؛ صربستان (به طور منظم)؛ اسلواکی اسلوونی; اسپانیا؛ سوئد؛ سوئیس (آلپینا)؛ و اوکراین

حوزه های قضایی در ایالات متحده که قبرس را به رسمیت می شناسند
آلاباما آلاسکا آرکانزاس؛ کالیفرنیا; کلرادو؛ کانکتیکات؛ دلاور؛ منطقه کلمبیا؛ فلوریدا؛ گرجستان؛ هاوایی آیداهو ایلینوی؛ ایندیانا; آیووا کانزاس؛ کنتاکی؛ لوئیزیانا; مین; مریلند؛ ماساچوست; میشیگان; مینه سوتا؛ می سی سی پی؛ میسوری; مونتانا; نبراسکا نوادا؛ نیوهمپشایر؛ نیوجرسی؛ نیومکزیکو؛ نیویورک؛ کارولینای شمالی؛ داکوتای شمالی؛ اوهایو؛ اوکلاهما؛ اورگان؛ پنسیلوانیا؛ رود آیلند؛ کارولینای جنوبی؛ داکوتای جنوبی؛ تنسی؛ تگزاس؛ یوتا؛ ورمونت؛ ویرجینیا; واشنگتن؛ ویرجینیای غربی؛ ویسکانسین؛ وایومینگ؛ لژ بزرگ پرنس هال آلاسکا; لژ بزرگ پرنس هال کلرادو و حوزه قضایی; لژ بزرگ پرنس هال میسوری و حوزه قضایی; لژ بزرگ پرنس هال نوادا و حوزه قضایی؛ لژ بزرگ پرنس هال نیومکزیکو؛ لژ بزرگ پرنس هال کارولینای شمالی؛ لژ بزرگ پرنس هال پنسیلوانیا؛ لژ بزرگ پرنس هال ویرجینیا

حوزه های قضایی کانادایی که قبرس را به رسمیت می شناسند
همه - آلبرتا؛ بریتیش کلمبیا و یوکان؛ مانیتوبا؛ نیوبرانزویک؛ نیوفاندلند و لابرادور؛ نوا اسکوشیا؛ انتاریو؛ جزیره پرنس ادوارد؛ کبک ساسکاچوان؛

منطقه اقیانوس آرام و استرالیا به رسمیت شناختن قبرس
استرالیا: کوئینزلند (یونایتد)؛ استرالیای جنوبی و مناطق شمالی؛ تاسمانی؛ ویکتوریا؛ استرالیای غربی؛ چین (بازسازی شده در تایپه)؛ هند؛ ژاپن؛ تاهیتی (به طور منظم)؛

به رسمیت شناختن منطقه اقیانوس هند و آفریقا در قبرس
گابن؛ ساحل عاج؛ ماداگاسکار (ملی)؛ موریس؛ مراکش (به طور منظم)؛ آفریقای جنوبی؛ توگو (ملی)

به رسمیت شناختن قبرس در آمریکای جنوبی و لاتین
آرژانتین؛ بولیوی؛ برزیل (گرند اورینته)؛ برزیل (باهیا)؛ برزیل (Ceara)؛ برزیل (اسپیریتو سانتو)؛ برزیل (گویاس)؛ برزیل (میناس گرایس)؛ برزیل (ریو گرانده دو نورته)؛ برزیل (ریو گرانده دو سول)؛ برزیل (سانتا کاتارینا)؛ برزیل (سائوپائولو)؛ برزیل (Sergipe); شیلی؛ کلمبیا (کارتاگنا)؛ کلمبیا (شرقی)؛ جمهوری دومینیکن؛ گواتمالا؛ مکزیک (باخا کالیفرنیا)؛ مکزیک (کیهان)؛ مکزیک (یونیتا مکزیکا)؛ پاناما; پرو؛ پورتوریکو؛ اروگوئه

## اطلاعات شناسایی
لژ بزرگ قبرس قابل شناسایی توسط هر لژ بزرگی است که به طور منظم در جهان تشکیل شده است. لژ بزرگ قبرس استانداردهای پذیرفته شده رایج در مورد الزامات شناسایی مورد استفاده توسط لژهای بزرگ ماسونی را برآورده می کند: مشروعیت مبدأ; پایبندی به نشانه های باستانی، به ویژه اعتقاد غیرقابل تغییر و مستمر به خدا، حجم قانون مقدس به عنوان بخشی ضروری از اثاثیه لژ، و ممنوعیت صحبت از دین و سیاست.

## برنامه های خیریه و آموزشی
لژ بزرگ قبرس با برنامه های خیریه و آموزشی به اعضا، خانواده های آنها و تمام قبرس خدمات می دهد. اینها شامل اهدای خون، کمک هزینه تحصیلی و رویدادهای آموزشی است.
فشار اقتصادی و رکود ناشی از توقیف دارایی‌های سپرده‌گذاران در جزیره توسط اتحادیه اروپا در سال ۲۰۱۳، الهام‌بخش بسیاری از اقدامات خیریه بین اعضای لژ و در خارج برای جوامع محلی در نزدیکی سالن‌های لژ بزرگ قبرس شده است.

## آمار فعلی، افسران و اطلاعات تماس
لژ بزرگ قبرس دارای ۱۵ لژ و فهرستی از بیش از ۵۰۰ عضو است.
لژ بزرگ قبرس دارای اقامتگاه هایی است که به زبان های یونانی، آلمانی، ایتالیایی و انگلیسی کار می کنند و اعلام کرده اند که قصد دارند در آینده نزدیک اقامتگاه هایی به زبان های ارمنی و ترکی ایجاد کنند.
لژ بزرگ قبرس فقط اجازه عضویت دوگانه را در خارج از ایالت (یعنی خارج از لژهای خود) می دهد که ممکن است با اجازه استاد اعظم اعطا شود. عضویت کثرت در ایالت، (یعنی در دو یا چند لژ آن)، مجاز نیست.
ارتباطات سالانه (~جلسه) لژ بزرگ قبرس در پایان ژانویه یا اوایل فوریه برگزار می شود.
ارگانهای ضمیمه حاضر در قبرس که در هماهنگی با لژ بزرگ قبرس فعالیت می کنند شامل آیین اسکاتلندی و صلیب سرخ کنستانتین است.
افسران بزرگ فعلی
استاد بزرگ : M∴ W∴ برادر. کریسانتوس کی کریزانتیس (شماره ۲)
معاون استاد بزرگ : R∴ W∴ Bro. Michalis G. Agathos (شماره ۴)
نگهبان ارشد : برادر R∴ W∴. گزنفون A. Solomonides (شماره ۱)
نگهبان بزرگ جونیور : برادر R∴ W∴. Aristotelis A. Komodromos (شماره ۱)
منشی بزرگ : R∴ W∴ برادر. آندریاس سی اسپرو (شماره ۲)
خزانه دار بزرگ : R∴ W∴ Bro. Pantelis G. Evangelou (شماره ۳)
Grand Almoner : R∴ W∴ Bro. نیکولاس جی. سارلیس (شماره ۳)
صدراعظم امور خارجه : M∴ W∴ Bro. آندریاس کر. Charalambous, IPGM (شماره ۳)
بزرگ سخنور : R∴ W∴ برادر. جورج ام. کالوپدیس (شماره ۵)
کارگردان بزرگ مراسم : R∴ W∴ Bro. Ioannis K. Trochidis (شماره ۲)
شماس بزرگ : R∴ W∴ برادر. Costas O. Lambrou (شماره ۳)
گارد بزرگ داخلی : برادر R∴ W∴. Christos N. Tsoundas (شماره ۶)
حامل شمشیر بزرگ : برادر R∴ W∴ ماریو آ. کوواس (شماره ۹)
افسران فوق به طور مناسب در ۲۹ ژانویه ۲۰۲۳ انتخاب و برای دوره ۲۰۲۳-۲۰۲۶ پس از میلاد منصوب شدند.
استادان بزرگ گذشته
- M∴ W∴ برادر. ایاکووس (یاکوب) ورکاس (متوفی)
- M∴ W∴ برادر. پانایوتیس ام. جوآنو
- M∴ W∴ برادر. پتروس اس. ماچالپیس
- M∴ W∴ برادر. آندریاس کر. حرامبوز

اطلاعات تماس
آدرس خیابان
منشی بزرگ، سالن فراماسون ها
خیابان اوناساگورو 59A
نیکوزیا – قبرس
آدرس پستی
منشی بزرگ، سالن فراماسون ها
صندوق پستی ۲۱۷۹۱
نیکوزیا – قبرس
وب سایت: http://grandlodgeofcyprus.com/
لینک های خارجی
- وب سایت لژ بزرگ قبرس (یونانی)
- وب سایت سابق لژ بزرگ قبرس (انگلیسی) بایگانی‌شده  در ۴ نوامبر ۲۰۱۴ توسط Wayback Machine  </link>

## یادداشت
- آ.^ بسیاری از سوابق مربوط به تشکیل لژهای قبرسی توسط لژ بزرگ یونان به طور معمول برای بایگانی به مقر آن لژ بزرگ بازگردانده می شد. متأسفانه، اینها همه توسط نازی ها در طول جنگ جهانی دوم در طول اشغال یونان و سرکوب فعالیت های ماسونی در آنجا نابود شدند (سوخته شدند).
- ب^ برای اطلاعات بیشتر درباره The Invasion ، لطفاً به صفحه گفتگو مراجعه کنید.
- ج^ دو "تام جکسون" بیشتر در هم تنیده بودند، نسبت به قبرس. هر دو نویسنده و گوینده هستند. توماس دبلیو جکسون عمیقاً درگیر فراماسونری جهانی بود و به دلیل موقعیتش به عنوان دبیر بزرگ کنفرانس جهانی استادان اعظم، نقش فعالی در تقدیس لژ بزرگ قبرس در سال ۲۰۰۶ ایفا کرد. در آن زمان او منشی بزرگ قبلی لژ بزرگ پنسیلوانیا بود، یکی از سه لژ حامی که لژ بزرگ قبرس را تشکیل دادند. بنابراین "توماس دبلیو." در کار ماسونی بین المللی در این نگارش به خوبی شناخته شده بود. همتای جوان‌تر اما غیرمرتبط او، توماس سی. جکسون، کار خود را به عنوان یک مدافع قوی برای قبرس در سال ۲۰۰۸، زمانی که استاد بزرگ لژ بزرگ مینه‌سوتا بود، آغاز کرد و به خاطر تلاش‌هایش برای احیای لژ در ایالات متحده مشهور است. تا زمان مرگ پنسیلوانیایی در دسامبر سال ۲۰۲۱، این دو مرد با هم دوست بودند، و اغلب اوقات به دلیل شباهت نامشان، زمانی که در جلسات مختلف ماسونی در سراسر جهان ملاقات می کردند، رزرو هتل هایشان خراب بود.